# Teresa Trautman
Teresa Trautman (São Paulo, 11 de fevereiro de 1951) é uma cineasta brasileira.

## Biografia
Filha de imigrantes alemães, ainda muito jovem, Teresa interessou-se por cinema a partir do contato com a Reunião de Produtores Independentes, de João Batista de Andrade, Luís Sérgio Person, João Silvério Trevisan e Carlos Reichenbach. Em 1968, abandonou a pretensão de estudar Medicina e fez curso de interpretação e direção com Eugênio Kusnet. Em parceria com o cineasta José Marreco, realizou um longa de episódios de baixíssimo orçamento, Fantasticon: os Deuses do Sexo.
No início dos anos 80 mudou-se para o Rio de Janeiro, onde se associou a Alberto Salvá na produtora Thor Filme. Seu primeiro longa solo, Os Homens que Eu Tive, seria interpretado por Leila Diniz, que morreu em acidente de aviação pouco antes das filmagens e foi substituída por Darlene Glória. O clima de liberdade sexual dos personagens do filme fez com que ele fosse censurado por vários anos.
Foi assistente de direção e co-roteirista de vários filmes de Salvá, como Revólveres não Cospem Flores (1972) e Ana, a Libertina (1974). Seu curta O Caso Ruschi (1977), documentário sobre a luta do ecologista Augusto Ruschi para impedir a derrubada de uma floresta no Espírito Santo, foi premiado no Festival de Brasília. Foi também co-roteirista de Os Saltimbancos Trapalhões (1981).
Em 1987 voltou à direção de longa-metragem, com o drama Sonhos de menina-moça, que mostra conflitos familiares de três gerações de mulheres em um casarão carioca.
Desde os anos 90 dedica-se à produtora Conceito A em Audiovisual, e à criação da emissora de TV por assinatura Cine Brasil TV.
A filmografia de Teresa Trautman na década de 1970 analisa as transforções da sociedade brasileira no contexto da ditadura civil - militar.

## Filmografia[7]
(como diretora)
- 1987: Sonhos de Menina-Moça
- 1977: O Caso Ruschi (curta-metragem)
- 1975: "Dois é Bom, Quatro é Melhor" (episódio de As Deliciosas Traições do Amor)
- 1973: Os Homens que Eu Tive
- 1970: "A Curtição" (episódio de Fantasticon: os Deuses do Sexo)